# Centrale idroelettrica di Biasca
La centrale idroelettrica di Biasca è situata a sud di Biasca nel Canton Ticino. È l'elemento conclusivo degli impianti delle officine idroelettriche di Blenio prima della restituzione delle acque prelevate principalmente lungo il ramo del fiume Brenno nel fiume Ticino.

## Descrizione
La centrale sotterranea situata ad un'altitudine di circa 280 m , sfrutta il dislivello presente rispetto al bacino artificiale di Malvaglia (invaso massimo a 990 m). Questo bacino raccoglie, oltre che le acque del piccolo bacino imbrifero del fiume Orino (affluente del Brenno), soprattutto che raccoglie le acque turbinate nella centrale di Olivone attraverso un cunicolo in montagna (provenienti dal Luzzone e prima ancora da Carassina) e le acque degli affluenti di sinistra della bassa valle di Blenio.
Da Malvaglia le acque si incanalano nella montagna per 10.5 km sopra la centrale di Biasca raggiungendo un pozzo piezometrico. Lungo il percorso vengono prelevate anche acque in val Pontirone e delle prese situate nelle valli di Osogna e Cresciano si innestano al pozzo. Da qui con un dislivello di circa 700 m le acque vengono turbinate ed in seguito restituite al fiume Ticino.
Con i suoi 324 MW di potenza installata, è la centrale idroelettrica più grande del Canton Ticino.
Nel 2006 fu sottoposta a interventi di potenziamento.